# Epimetula
Epimetula is een geslacht van vlinders van de familie tandvlinders (Notodontidae), uit de onderfamilie Notodontinae.

## Soorten
- E. albipuncta (Gaede, 1928)
- E. melina Kiriakoff, 1964
- E. stipatrix (Kiriakoff, 1962)
- E. tornalis Kiriakoff, 1965